# Saint-Crépin-Ibouvillers
Saint-Crépin-Ibouvillers es una comuna nueva francesa situada en el departamento de Oise, de la región de Alta Francia.

## Historia
Fue creada el 1 de enero de 2015, en aplicación de una resolución del prefecto de Oise de 30 de septiembre de 2015 con la unión de las comunas de Montherlant y Saint-Crépin-Ibouvillers, pasando a estar el ayuntamiento en la antigua comuna de Saint-Crépin-Ibouvillers.

## Demografía actual
| Gráfica de evolución demográfica de Saint-Crépin-Ibouvillers entre 1800 y 2014 |
|                                                                                |

Los datos entre 1800 y 2014 son el resultado de sumar los parciales de las dos comunas que forman la nueva comuna de Saint-Crépin-Ibouvillers, cuyos datos se han cogido de 1800 a 1999, para las comunas de Montherlant y Saint-Crépin-Ibouvillers de la página francesa EHESS/Cassini. Los demás datos se han cogido de la página del INSEE.

## Composición
| Comuna                   | Código INSEE | Población (2014) | Superficie (km²) | Densidad (hab./km²) |
| ------------------------ | ------------ | ---------------- | ---------------- | ------------------- |
| Montherlant              | 60417        | 155              | 5.18             | 30                  |
| Saint-Crépin-Ibouvillers | 60570        | 1483             | 14.43            | 101                 |